# Liste des préfixes de navires
Il existe différents préfixes devant les noms des navires et bateaux, principalement la marine de guerre.  

## Tableau des préfixes civils
| Préfixe | Drapeau                | Pavillon               | Pays (précisions) | Service             | Signification                                                  | Traduction                           |
| ------- | ---------------------- | ---------------------- | ----------------- | ------------------- | -------------------------------------------------------------- | ------------------------------------ |
| FV      |                        |                        | International     | -                   | Fishing Vessel                                                 | Navire de pêche                      |
| KL      | Drapeau de l'Indonésie | Drapeau de l'Indonésie | Indonésie         | -                   | Kapal Layar                                                    | Bateau à voile                       |
| KM      | Drapeau de l'Indonésie | Drapeau de l'Indonésie | Indonésie         | -                   | Kapal Motor                                                    | Bateau à moteur                      |
| MFV     |                        |                        | international     | -                   | Motor Fishing Vessel                                           | Bateau de pêche à moteur             |
| MS      |                        |                        | international     | -                   | Motor Ship                                                     | Bateau à moteur                      |
| CS      |                        |                        | international     | -                   | Cable Ship ou Container Ship                                   | Navire câblier ou Porte Conteneurs   |
| MSY     |                        |                        | international     | -                   | Motor Sailing Yacht                                            | Voilier yacht à moteur               |
| MT      |                        |                        | international     | -                   | Motor Tanker                                                   | Pétrolier à moteur                   |
| MV      |                        |                        | international     | -                   | Motor Vessel                                                   | Navire à moteur                      |
| MY      |                        |                        | international     | -                   | Motor Yacht                                                    | Yacht à moteur                       |
| NM      | Drapeau du Canada      |                        | Canada (français) | -                   | Navire à moteur (Au Québec pour remplacer le sigle anglais MV) | Navire à moteur                      |
| NS      |                        |                        | international     | -                   | Nuclear Ship                                                   | Navire nucléaire                     |
| PS      |                        |                        | international     | -                   | Paddle Steamer                                                 | Bateau à aubes                       |
| RV      |                        |                        | international     | -                   | Research Vessel                                                | Navire de recherche                  |
| SS      |                        |                        | international     | -                   | Steam Ship                                                     | Navire à vapeur                      |
| STS     |                        |                        | international     | -                   | Sail Training Ship                                             | Navire école                         |
| SV      |                        |                        | international     | -                   | Sailing Vessel                                                 | Bateau à voile                       |
| SY      |                        |                        | international     | -                   | Sailing Yacht                                                  | Yacht à voiles                       |
| TS      |                        |                        | international     | -                   | Turbine Steamer                                                | Navire à turbine                     |
| TT      |                        |                        | international     | -                   | Tender To (+ Name)                                             | Annexe de (+ Nom du bateau)          |
| DSV     |                        |                        | international     | -                   | Deep Submergence Vessel                                        | Sous-marin à grande profondeur       |
| RRS     | Drapeau du Royaume-Uni | Drapeau du Royaume-Uni | Royaume-Uni       | Navire de recherche | Royal Research Ship                                            | Navire Royal de recherche            |
| RMS     | Drapeau du Royaume-Uni | Drapeau du Royaume-Uni | Royaume-Uni       | Navire postal       | Royal Mail Ship (ou Steamer)                                   | Navire (à vapeur) de la poste royale |

## Tableau des préfixes militaires
| Préfixe        | Drapeau                                 | Pavillon                                | Pays (précisions)                | Service                                                        | Signification                                                                                                 | Traduction                                                     |
| -------------- | --------------------------------------- | --------------------------------------- | -------------------------------- | -------------------------------------------------------------- | --- | -------------------------------------------------------------- |
| (KMS)          | Drapeau de l'Allemagne nazie            | Drapeau de l'Allemagne nazie            | Allemagne (Troisième Reich)      | Kriegsmarine                                                   | (pas de préfixe ; parfois DKM pour Deutsche Kriegsmarine)                                                     | Marine de guerre allemande                                     |
| (IJN)          | Drapeau du Japon                        | Drapeau du Japon                        | Japon                            | Marine impériale japonaise                                     | (pas de préfixe ; parfois HIJMS pour His Imperial Japanese Majesty's Ship) ou IJN pour Imperial Japanese Navy | Marine impériale japonaise                                     |
| AHS            | Drapeau de l'Australie                  | Drapeau de l'Australie                  | Australie                        | Navire-hôpital                                                 | Army Hospital Ship                                                                                            | Navire hôpital militaire                                       |
| ANS            | Drapeau de l'Algérie                    | Drapeau de l'Algérie                    | Algérie                          | Forces navales algériennes                                     | Algerian Navy Ship                                                                                            | Navire de la Marine algérienne                                 |
| ARA            | Drapeau de l'Argentine                  | Drapeau de l'Argentine                  | Argentine                        | Armada Argentina                                               | Armada de la República Argentina                                                                              | Armada de la république d'Argentine                            |
| ARC            | Drapeau de la Colombie                  | Drapeau de la Colombie                  | Colombie                         | Armada Nacional                                                | Armada de la República de Colombia                                                                            | Armada de la république de Colombie                            |
| ARV            | Drapeau du Venezuela                    | Drapeau du Venezuela                    | Venezuela                        | Marine vénézuélienne                                           | Armada República Venezolana                                                                                   | Armada de la république bolivarienne du Venezuela              |
| BAE            | Drapeau de l'Équateur                   | Drapeau de l'Équateur                   | Équateur                         | Marine équatorienne                                            | Buque de la Armada de Ecuador                                                                                 | Navire de l'Armada de l'Équateur                               |
| BAP            | Drapeau du Pérou                        | Drapeau du Pérou                        | Pérou                            | Marina de Guerra del Perú                                      | Buque Armada Peruana                                                                                          | Navire de l'Armada du Pérou                                    |
| BNS            | Drapeau de la Belgique                  | Drapeau de la Belgique                  | Belgique                         | Composante marine                                              | Belgium Naval Ship (désignation de l'OTAN)                                                                    | Navire de la Marine belge                                      |
| BNS            | Drapeau du Bangladesh                   | Drapeau du Bangladesh                   | Bangladesh                       | Marine du Bangladesh                                           | Bangladesh Naval Ship                                                                                         | Navire de la Marine du Bangladesh                              |
| BRP            | Drapeau des Philippines                 | Drapeau des Philippines                 | Philippines                      | Marine philippine                                              | Barka ng Republika ng Pilipinas                                                                               | Navire de la Marine de la république des Philippines           |
| NGCC           | Drapeau du Canada                       |                                         | Canada (français)                | Garde côtière canadienne                                       | Navire de la Garde côtière canadienne                                                                         | Navire de la Garde côtière canadienne                          |
| CCGS           | Drapeau du Canada                       |                                         | Canada (anglais)                 | Garde côtière canadienne                                       | Canadian Coast Guard Ship                                                                                     | Navire de la Garde côtière canadienne                          |
| CSS            |                                         |                                         | États confédérés d'Amérique      | Confederate States Navy                                        | Confederate States Ship                                                                                       | Navire des États confédérés d'Amérique                         |
| FGS            | Drapeau de l'Allemagne                  | Drapeau de l'Allemagne                  | Allemagne                        | Deutsche Marine (Bundesmarine jusqu'en 1990)                   | Federal German Ship (désignation de l'OTAN)                                                                   | Navire de la Marine allemande                                  |
| FNS            | Drapeau de la Finlande                  | Drapeau de la Finlande                  | Finlande                         | Suomen merivoimat                                              | Finnish Navy Ship                                                                                             | Navire de la marine finlandaise                                |
| FS             | Drapeau de la France                    | Drapeau de la France                    | France                           | Marine nationale (juste pour l'OTAN)                           | French Ship (pour l'OTAN — la France n'utilise pas de préfixe)                                                | Navire français                                                |
| GDFS           | Drapeau du Guyana                       | Drapeau du Guyana                       | Guyana                           | Guyana Defence Force (GDF)                                     | Guyanan Defense Forces Ship                                                                                   | Navire de la Marine de Guyana                                  |
| HBMS           | Drapeau du Royaume-Uni                  | Drapeau du Royaume-Uni                  | Royaume-Uni                      | Royal Navy                                                     | His/Her Britannic Majesty's Ship (obsolète)                                                                   | Navire de Sa Majesté britannique                               |
| HMAS           | Drapeau de l'Australie                  | Drapeau de l'Australie                  | Australie                        | Royal Australian Navy                                          | His/Her Majesty's Australian Ship                                                                             | Navire australien de Sa Majesté                                |
| HMAV           | Drapeau du Royaume-Uni                  | Drapeau du Royaume-Uni                  | Royaume-Uni                      | Royal Navy                                                     | His/Her Majesty's Armed Vessel                                                                                | Navire de guerre de Sa Majesté                                 |
| HMBS           | Drapeau des Bahamas                     | Drapeau des Bahamas                     | Bahamas                          | Bahamian Defense Force                                         | His/Her Majesty's Bahamian Ship                                                                               | Navire bahamien de Sa Majesté                                  |
| HMCS           | Drapeau du Canada                       | Drapeau du Canada                       | Canada (anglais)                 | Marine royale canadienne                                       | His/Her Majesty's Canadian Ship                                                                               | Navire canadien de Sa Majesté                                  |
| HMHS           | Drapeau du Royaume-Uni                  | Drapeau du Royaume-Uni                  | Royaume-Uni                      | Navire-hôpital                                                 | His/Her Majesty's Hospital Ship                                                                               | Navire-hôpital de Sa Majesté                                   |
| HMIS           | Drapeau de l'Inde                       | Drapeau de l'Inde                       | Inde (sous l'empire britannique) | Royal Indian Navy                                              | His/Her Majesty's Indian Ship                                                                                 | Navire indien de Sa Majesté                                    |
| HMNZS          | Drapeau de la Nouvelle-Zélande          | Drapeau de la Nouvelle-Zélande          | Nouvelle-Zélande                 | Royal New Zealand Navy                                         | His/Her Majesty's New Zealand Ship                                                                            | Navire néo-zélandais de Sa Majesté                             |
| HMPNGS         | Drapeau de la Papouasie-Nouvelle-Guinée | Drapeau de la Papouasie-Nouvelle-Guinée | Papouasie-Nouvelle-Guinée        | Marine de Papouasie-Nouvelle-Guinée                            | His/Her Majesty's Papua New Guinea Ship                                                                       | Navire de Sa Majesté de Papouasie-Nouvelle-Guinée              |
| HMS            | Drapeau de l'Arabie saoudite            | Drapeau de l'Arabie saoudite            | Arabie saoudite                  | Marine royale saoudienne                                       | His/Her Majesty's Ship                                                                                        | Navire de Sa Majesté                                           |
| HMS            | Drapeau de la Suède                     | Drapeau de la Suède                     | Suède                            | Marine royale suédoise                                         | Hans/Hennes Majestäts Skepp                                                                                   | Navire de Sa Majesté                                           |
| HMS            | Drapeau du Royaume-Uni                  | Drapeau du Royaume-Uni                  | Royaume-Uni                      | Royal Navy                                                     | His/Her Majesty's Ship/Submarine                                                                              | Navire ou sous-marin de Sa Majesté                             |
| HMT            | Drapeau du Royaume-Uni                  | Drapeau du Royaume-Uni                  | Royaume-Uni                      | Royal Navy                                                     | His/Her Majesty's Tug or Troopship                                                                            | Remorqueur / navire de transport de troupes de Sa Majesté      |
| HMY            | Drapeau du Royaume-Uni                  | Drapeau du Royaume-Uni                  | Royaume-Uni                      | Royal Navy                                                     | His/Her Majesty's Yacht                                                                                       | Yacht de Sa Majesté                                            |
| Hr.Ms. (HNLMS) | Drapeau des Pays-Bas                    | Drapeau des Pays-Bas                    | Pays-Bas                         | Koninklijke Marine                                             | Her Netherlands Majesty's Ship (néerlandais : Harer Majesteits)                                               | Navire de Sa Majesté                                           |
| Zr.Ms. (HNLMS) | Drapeau des Pays-Bas                    | Drapeau des Pays-Bas                    | Pays-Bas                         | Koninklijke Marine                                             | His Netherlands Majesty's Ship (néerlandais : Zijner Majesteits)                                              | Navire de "Son" Majesté                                        |
| KNM (HNoMS)    | Drapeau de la Norvège                   | Drapeau de la Norvège                   | Norvège                          | Marine royale norvégienne                                      | His Norwegian Majesty's Ship (norvégien : Kongelige Norske Marine)                                            | Navire norvégien de Sa Majesté                                 |
| HS             | Drapeau de la Grèce                     | Drapeau de la Grèce                     | Grèce                            | Marine grecque Ἑλληνικὸ Πολεμικὸ Ναυτικό                       | Hellenic Ship (désignation de l'OTAN)                                                                         | Navire grec                                                    |
| HTMS           | Drapeau de la Thaïlande                 | Drapeau de la Thaïlande                 | Thaïlande                        | Marine royale (Thaïlande)                                      | His Thai Majesty's Ship                                                                                       | Navire thaï de Sa Majesté                                      |
| INS            | Drapeau d’Israël                        | Drapeau d’Israël                        | Israël                           | Marine israélienne                                             | Israeli Naval Ship                                                                                            | Navire de la Marine israélienne                                |
| INS            | Drapeau de l'Inde                       | Drapeau de l'Inde                       | Inde                             | Indian Navy                                                    | Indian Naval Ship                                                                                             | Navire de la Marine indienne                                   |
| JDS            | Drapeau du Japon                        | Drapeau du Japon                        | Japon (après 1945)               | Armée japonaise                                                | JMSDF Defense Ship                                                                                            | Navire de défense japonais                                     |
| KD             | Drapeau de la Malaisie                  | Drapeau de la Malaisie                  | Malaisie                         | Marine royale malaisienne                                      | Kapal Di-Raja                                                                                                 | Navire Royal                                                   |
| KDM (HDMS)     | Drapeau du Danemark                     | Drapeau du Danemark                     | Danemark                         | Marine royale danoise                                          | Kongelige Danske Marine (anglais: His/Her Danish Majesty's Ship)                                              | Marine royale danoise (anglais : Navire de Sa Majesté danoise) |
| KNS            | Drapeau du Kenya                        | Drapeau du Kenya                        | Kenya                            | Marine kényane                                                 | Kenyan Naval Ship                                                                                             | Navire de la Marine kényane                                    |
| KRI            | Drapeau de l'Indonésie                  | Drapeau de l'Indonésie                  | Indonésie                        | Marine indonésienne (Tentara Nasional Indonesia Angkatan Laut) | Kapal Republik Indonesia                                                                                      | Navire de la république d'Indonésie                            |
| KV             | Drapeau de la Norvège                   | Drapeau de la Norvège                   | Norvège                          | Garde-côtes norvégien                                          | Kystvakt | Garde-côtes                                                    |
| LE             | Drapeau de l'Irlande                    | Drapeau de l'Irlande                    | Irlande                          | Irish Naval Service                                            | Long Éireannach                                                                                               | Navire irlandais                                               |
| MBS            | Drapeau de la Barbade                   | Drapeau de la Barbade                   | Barbade                          | Barbadan Defence Force                                         | His/Her Majesty's Barbadian Ship                                                                              | Navire barbadien de Sa Majesté                                 |
| NCSM           | Drapeau du Canada                       | Drapeau du Canada                       | Canada (français)                | Marine royale canadienne                                       | Navire canadien de Sa Majesté                                                                                 |                                                                |
| NMM            | Drapeau de l'Italie                     | Drapeau de l'Italie                     | Italie                           | Marina militare                                                | Nave Marina Militare                                                                                          | Navire de la Marine italienne                                  |
| NMS            | Drapeau de la Roumanie                  | Drapeau de la Roumanie                  | Roumanie (avant 1945)            | Marine militaire roumaine                                      | Nava Majestății Sale                                                                                          | Navire de Sa Majesté                                           |
| NNS            | Drapeau du Nigeria                      | Drapeau du Nigeria                      | Nigeria                          | Marine nigériane                                               | Nigerian Naval Ship                                                                                           | Navire de la Marine nigériane                                  |
| NRP            | Drapeau du Portugal                     | Drapeau du Portugal                     | Portugal                         | Marine portugaise                                              | Navio da República Portuguesa                                                                                 | Navire de la république du Portugal                            |
| ORP            | Drapeau de la Pologne                   | Drapeau de la Pologne                   | Pologne                          | Marine polonaise                                               | Okręt Rzeczypospolitej Polskiej                                                                               | Navire de la république de Pologne                             |
| PNS            | Drapeau du Pakistan                     | Drapeau du Pakistan                     | Pakistan                         | Marine pakistanaise                                            | Pakistani Naval Ship                                                                                          | Navire de la Marine pakistanaise                               |
| RFA            | Drapeau du Royaume-Uni                  | Drapeau du Royaume-Uni                  | Royaume-Uni                      | Marine auxiliaire (Royal Navy)                                 | Royal Fleet Auxiliary                                                                                         | Marine auxiliaire Royale                                       |
| RFNS           | Drapeau des Fidji                       | Drapeau des Fidji                       | Fidji                            | Marine des Fidji                                               | Republic of Fiji Naval Ship                                                                                   | Navire de la Marine de la république des Fidji                 |
| RN             | Drapeau du Royaume d'Italie             | Drapeau du Royaume d'Italie             | Italie (Royaume d'Italie)        | Regia Marina                                                   | Regia Nave | Navire Royal                                                   |
| ROCS           | Drapeau de Taïwan                       | Drapeau de Taïwan                       | République de Chine              | Marine de la république de Chine                               | Republic Of China Ship                                                                                        | Navire de la république de Chine                               |
| ROU            | Drapeau de l'Uruguay                    | Drapeau de l'Uruguay                    | Uruguay                          | Marine uruguayenne                                             | Republica Oriental del Uruguay                                                                                | République orientale de l'Uruguay (fleuve)                     |
| RS             | Drapeau du Royaume d'Italie             | Drapeau du Royaume d'Italie             | Italie (Royaume d'Italie)        | Regia Marina                                                   | Reale Sottomarino                                                                                             | Sous-marin Royal                                               |
| RSS            | Drapeau de Singapour                    | Drapeau de Singapour                    | Singapour                        | Republic of Singapore Navy                                     | Republic of Singapore Ship                                                                                    | Navire de la république de Singapour                           |
| SAS            | Drapeau d'Afrique du Sud                | Drapeau d'Afrique du Sud                | Afrique du Sud                   | Marine sud-africaine                                           | South African Ship                                                                                            | Navire sud-africain                                            |
| SLNS           | Drapeau du Sri Lanka                    | Drapeau du Sri Lanka                    | Sri Lanka                        | Marine sri lankaise                                            | Sri Lanka Naval Ship                                                                                          | Navire de la Marine du Sri Lanka                               |
| SM U-##        | Drapeau de l'Empire allemand            | Drapeau de l'Empire allemand            | Empire allemand                  | Kaiserliche Marine                                             | Seiner Majestät Unterseeboot                                                                                  | Sous-marin de Sa Majesté                                       |
| SMS            | Drapeau de l'Empire allemand            | Drapeau de l'Empire allemand            | Empire allemand                  | Kaiserliche Marine                                             | Seiner Majestät Schiff                                                                                        | Navire de Sa Majesté                                           |
| SNV            | Drapeau d'Oman                          | Drapeau d'Oman                          | Oman                             | Marine du Sultanat d'Oman                                      | Sultanate Naval Vessel                                                                                        | Navire du Sultanat d'Oman                                      |
| SPS            | Drapeau de l'Espagne                    | Drapeau de l'Espagne                    | Espagne                          | Armada Española                                                | Spanish Naval Ship                                                                                            | Navire de la Marine espagnole                                  |
| TCG            | Drapeau de la Turquie                   | Drapeau de la Turquie                   | Turquie                          | Türk Deniz Kuvvetleri                                          | Türkiye Cumhuriyeti Gemisi                                                                                    | Navire de la république de Turquie                             |
| TTS            | Drapeau de Trinité-et-Tobago            | Drapeau de Trinité-et-Tobago            | Trinité-et-Tobago                | Marine de Trinité-et-Tobago                                    | Trinidad & Tobago Ship                                                                                        | Navire de Trinidad-et-Tobago                                   |
| USAV           | Drapeau des États-Unis                  | Drapeau des États-Unis                  | États-Unis d'Amérique            | US Army                                                        | United States Army Vessel                                                                                     | Navire de l'armée de terre des États-Unis                      |
| USCGC          | Drapeau des États-Unis                  |                                         | États-Unis d'Amérique            | US Coast Guard                                                 | United States Coast Guard Cutter                                                                              | Vedette (Cotre) des Garde-côtes des États-Unis                 |
| USF            | Drapeau des États-Unis                  | Drapeau des États-Unis                  | États-Unis d'Amérique (obsolète) | United States Navy                                             | United States Frigate                                                                                         | Frégate des États-Unis                                         |
| USFS           | Drapeau des États-Unis                  | Drapeau des États-Unis                  | États-Unis d'Amérique (obsolète) | United States Navy                                             | United States Flagship                                                                                        | Vaisseau amiral des États-Unis                                 |
| USNS           | Drapeau des États-Unis                  | Drapeau des États-Unis                  | États-Unis d'Amérique            | United States Navy (Military Sealift Command)                  | United States Naval Ship                                                                                      | Navire de la Marine des États-Unis                             |
| USS            | Drapeau des États-Unis                  | Drapeau des États-Unis                  | États-Unis d'Amérique            | United States Navy                                             | United States Ship                                                                                            | Navire des États-Unis                                          |